# Гренадерський корпус (Російська імперія)

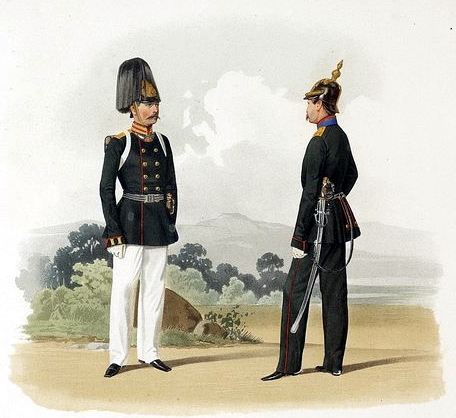
Піратський Карл Карлович Обер-офіцери перших і других полків дивізій Гренадерського корпусу. (У парадному стройовому й звичайному одностроях.) 1855 рік.

Окремий гренадерський корпус — з'єднання російської імператорської армії. До серпня 1914 року корпус 4-ї армії перебував у складі Південно-Західного фронту.
|                                           | Гренадерский корпус имел мало счастья в этой войне. Прежде всего ему не везло на командиров. Замечательным его делом было отражение, совместно с гвардейской конницей, II австро-венгерской армии от Петрокова в ноябре 1914 года. |
| — Керсновский А. А. История русской армии | |

## Структура
До початку Першої світової війни дислокувався в Московській військовій окрузі. Склад на 18.07.1914:
- 1-ша гренадерська дивізія[ru]
  - 1-ша гренадерська бригада
    - 1-й лейб-гренадерський Катеринославський полк[ru]
    - 2-й гренадерський Ростовський полк[ru]

  - 2-га гренадерська бригада
    - 3-й гренадерський Перновський полк[ru]
    - 4-й гренадерський Несвіжський полк[ru]

  - 1-ша гренадерська артилерійська бригада
- 2-га гренадерська дивізія[ru]
  - 1-ша гренадерська бригада
    - 5-й гренадерський Київський полк[ru]
    - 6-й гренадерський Таврійський полк[ru]

  - 2-га гренадерська бригада
    - 7-й гренадерський Самогітський полк[ru]
    - 8-й гренадерський Московський полк[ru]

  - 3-тя гренадерська артилерійська бригада[ru]
- 1-ша кавалерійська дивізія[ru]
  - 1-ша бригада
    - 1-й лейб-драгунський Московський полк[ru]
    - 1-й уланський Петроградський полк[ru]

  - 2-га бригада
    - 1-й гусарський Сумський полк
    - 1-й Донський козацький полк[ru]

  - 1-й кінно-артилерійський дивізіон
- Гренадерський мортирно-артилерійський дивізіон
- Гренадерський саперний батальйон[ru]
- Гренадерський корпусний авіаційний загін Російського імператорського військово-повітряного флоту[ru].

## Командування

### Командири
- 09.04.1816 — генерал-лейтенант (від 17.08.1817 генерал від інфантерії) граф Олександр Остерман-Толстой
- 08.09.1823 — 11.06.1832 — генерал-лейтенант (від 22.08.1826 генерал від інфантерії) князь Іван Шаховський[ru]
- 17.07.1832 — 30.08.1832 — генерал від інфантерії Матвій Храповицький[ru]
- 30.08.1832 — 20.12.1848 — генерал-лейтенант (від 06.12.1835 генерал від інфантерії) Іван Набоков[ru]
- 20.12.1848 — 29.11.1854 — генерал-лейтенант (від 06.12.1853 генерал від інфантерії) Микола Муравйов-Карський[ru]
- 29.11.1854 — 26.08.1856 — генерал-лейтенант Миколай Платун[ru]
- 26.08.1856 — 06.07.1862 — генерал-лейтенант (від 08.09.1859 генерал від інфантерії) Едуард Рамзай[ru]
- 09.09.1862 — 13.01.1864 — генерал-лейтенант (від 30.08.1863 генерал від інфантерії) Олександр Гільденштуббе[ru]

- 13.01.1864 — 19.02.1877 — корпус розформовано

- 19.02.1877 — 17.04.1879 — генерал-лейтенант Іван Ганецький[ru]

- 1878 — генерал-лейтенант Михайло Дохтуров (тимчасово)

- 17.04.1879 — 14.03.1881 — генерал-лейтенант граф Павло Шувалов
- 14.03.1881 — 08.05.1882 — генерал від інфантерії Федір Радецький
- 10.05.1882 — 13.03.1886 — генерал від інфантерії Микола Ганецький[ru]
- 13.03.1886 — 09.04.1889 — генерал від інфантерії Аркадій Столипін[ru]
- 09.04.1889 — 11.08.1889 — генерал від кавалерії Костянтин Манзей[ru]
- хх.хх.1889[a]— 03.06.1903 — генерал-лейтенант (від 06.12.1895 генерал від інфантерії) Микола Малахов[ru]
- 19.06.1904 — 15.03.1906 — генерал-лейтенант Михайло Ореус[ru]
- 15.03.1906 — 24.09.1907 — генерал-лейтенант Олександр Сандецький[ru]
- 01.10.1907 — 15.05.1912 — генерал-лейтенант (від 06.12.1910 генерал від інфантерії) Едуард Екк[ru]
- 21.05.1912 — 02.09.1915 — генерал-лейтенант (від 14.04.1913 генерал від інфантерії, від 26.01.1914 генерал від артилерії) Йосип Мрозовський[ru]
- 12.09.1915 — 30.01.1916 — генерал від інфантерії Олексій Куропаткін[ru]
- 20.02.1916 — 20.07.1917 — генерал-лейтенант Дмитро Парський[ru]
- 31.07.1917 — 11.09.1918 — генерал-лейтенант Анатолій Хростицький

### Начальники штабу
- 09.04.1816 — 15.02.1820 — генерал-майор Павло Нейдгардт[ru]
- 15.03.1828 — 10.01.1834 — генерал-майор Василь Гурко[ru]
- 10.01.1834 — 25.12.1840 — полковник (від 01.08.1836 генерал-майор) Павло Тучков[ru]
- хх.хх.1842 — 10.04.1848 — полковник (від 10.04.1848 генерал-майор) Олександр Катенін[ru]
- хх.хх.1849 — хх.хх.1852 — генерал-майор Володимир Назімов[ru]
- 08.09.1856 — 06.06.1861 — генерал-майор граф Федір Гейден[ru]
- 06.06.1861 — 08.01.1864 — генерал-майор Микола Казнаков

- 1864 — 1877 — корпус розформовано

- 24.02.1877 — 16.10.1889 — генерал-майор Маникін-Невструєв Олександр Іванович
- 18.01.1893 — 25.09.1899 — генерал-майор барон Розен Олександр-Степан Фридрихович
- 27.11.1899 — 06.06.1902 — генерал-майор Светозаров Микола Іванович
- 24.06.1902 — 03.10.1909 — генерал-майор Гершельман Іван Романович
- 03.10.1909 — 01.05.1913 — генерал-майор Костянтин Десіно[ru]
- 03.05.1913 — 19.11.1914 — генерал-майор Володимир Соколов[ru]
- 19.11.1914 — 26.08.1916 — генерал-майор Хростицький Анатолій Володимирович
- 18.09.1916 — 09.10.1916 — генерал-майор Михайло Галкін[ru]
- 09.10.1916 — 23.06.1917 — генерал-майор Довгірд Стефан Антонович

### Начальники артилерії корпусу
В 1910 році посада начальника артилерії корпусу була заміщена посадою інспектора артилерії
Посада начальника / інспектора артилерії корпусу відповідала чину генерал-лейтенанта. Особи, призначені на цю посаду в званні генерал-майора, були виконувачами обов'язків і затверджувалися на ній одночасно з підвищенням до генерал-лейтенантів
- хх.хх.1877 — 27.05.1878[b] — генерал-майор (від 01.01.1878 генерал-лейтенант) Рейнгольд Рейнталь[ru]
- хх.хх.1878 — 09.10.1879 — генерал-лейтенант Шестаков Георгій Федорович
- 09.10.1879 — 10.10.1881 — генерал-майор (від 30.08.1881 генерал-лейтенант) Клевецький Олександр Захарович
- хх.хх.1881 — 20.04.1888 — генерал-майор (від 30.08.1885 генерал-лейтенант) Данило Похітонов[ru]
- 22.04.1888 — 15.02.1893 — генерал-лейтенант Леонід Адамович[ru]
- 15.02.1893 — 29.11.1893 — генерал-майор Антон Саврімович[ru]
- 29.11.1893 — 03.01.1896 — генерал-майор (від 14.11.1894 генерал-лейтенант) Йосип Завадовський[ru]
- 03.01.1896 — 13.01.1903 — генерал-майор (від 14.05.1896 генерал-лейтенант) Михайло Ореус[ru]
- 12.02.1903 — 11.03.1906 — генерал-лейтенант Гіппіус Володимир Іванович
- 06.12.1906 — 29.12.1908 — генерал-лейтенант Аркадій Ніщенков[ru]
- 24.01.1909 — 06.02.1910 — генерал-лейтенант князь Володимир Масальський[ru]
- 06.02.1910 — 31.12.1913 — генерал-лейтенант Валеріан Гаітенов[ru]
- 18.01.1914 — 05.10.1914 — генерал-майор Цибульський Авксентій Дмитрович
- 05.10.1914 — 23.04.1915 — генерал-лейтенант Валеріан Гаітенов[ru] (вдруге)
- 10.05.1915 — 28.03.1916 — генерал-лейтенант Валеріан Гаітенов[ru] (втретє)
- 12.05.1916 — хх.08.1916 — генерал-майор Бурман Андрій Володимирович

## Зауваження
1. ↑  В "Переліку генералам за старшинством" на 1890 і наступні роки помилково вказувалося, що Малахов був командиром корпусу від 20.01.1888. Насправді в 1888 — 1889 роках він був начальником 1-ї гвардійської піхотної дивізії (Прелік генералам за старшинством на 1889 рік, СПб., 1889, ст. 232), а Гренадерським корпусом командували Столипін і недовго Манзей.
2. ↑  Помер на посаді